# Cyklododekan
Cyklododekan (C12H24) je organická sloučenina, uhlovodík (konkrétně cykloalkan s dvanácti atomy uhlíku v molekule). Je to velmi těkavá hořlavina III. třídy. Je perzistentní, je tedy také obtížně biologicky rozložitelný a nepodstupuje hydrolýzu. Jedná se o lipofil, v přírodě obvykle adsorbovaný na částečkách půdy.

## Použití
Cyklododekan se nejčastěji používá jako meziprodukt při výrobě zpomalovačů hoření, detergentů a jiných chemikálií.
Může být použit také roztavený nebo rozpuštěný v nepolárních rozpouštědlech. Ostatní nestálé vázací prostředky, které se používají jsou kamfen, tricyklen a s určitými omezeními také menthol.